# فرودگاه شهری گانترسویله
فرودگاه شهری گانترسویله (به انگلیسی: Guntersville Municipal Airport) (به زبان بومی: Joe Starnes Field) یک فرودگاه همگانی بهره‌برداری هوایی است که یک باند فرود آسفالت دارد و طول باند آن ۱۰۲۷ متر است. این فرودگاه در کشور ایالات متحده آمریکا قرار دارد و در ارتفاع ۱۸۷ متری از سطح دریا واقع شده است.